# Луиза Бурбон-Орлеанска
Луиза Бурбон-Орлеанска е френска принцеса и кралица на Белгия – втора съпруга на белгийския крал Леополд I.

## Произход и ранни години
Родена е на 3 април 1812 в Палермо, Сицилия, като Луиза Мари Терез Шарлот Изабел, принцеса на Орлеан. Тя е най-голяма дъщеря на френския крал Луи-Филип и Мария-Амалия от Двете Сицилии. Луиза е по-голяма сестра на принцеса Клементина Бурбон-Орлеанска – майката на българския цар Фердинанд I.
Получава добро католическо образование и е възпитана в духа на буржоазните ценности благодарение на майка си и леля си Луиза-Аделаид, с която поддържа близки отношения.

## Кралица на Белгия
На 9 август 1832 в Шато дьо Компиен, Франция, Луиза се омъжва за белгийския крал Леополд I. Тъй като Леополд е протестант, двойката е венчана два пъти – по католически и по протестантски обред.
Луиза ражда 4 деца на Леополд I:
- Луи-Филип (1833 – 1834)
- Леополд II, крал на Белгия (1835 – 1909)
- Филип-Йожен (1837 – 1905)
- Мария-Шарлота, императрица на Мексико (1840 – 1927)

Предана съпруга и любяща майка, Луиза е доста срамежлива натура, която се явява на публични събития само ако съпругът ѝ я принуди. Тя става известна в белгийския кралски двор с красотата и благородството си.
Луиза умира от туберкулоза в Остенде на 11 октомври 1850 г. и е погребана в църквата „Света Богородица“ в Лакен.